# Epitolina melissa
Epitolina melissa är en fjärilsart som beskrevs av Druce 1888. Epitolina melissa ingår i släktet Epitolina och familjen juvelvingar. Inga underarter finns listade i Catalogue of Life.